# Challenger de Bogotá 2024
El torneo Open Bogotá 2024, denominado por razones de patrocinio DirecTV Open Bogota fue un torneo de tenis perteneció al ATP Challenger Tour 2024 en la categoría Challenger 75. Se trató de la 16ª edición; el torneo tuvo lugar en la ciudad de Bogotá (Colombia), desde el 5 hasta el 11 de agosto de 2024 sobre pista de tierra batida al aire libre.

## Jugadores participantes del cuadro de individuales
| Preclasificado | País                  | Jugador                | Rank1 | Posición en el torneo |
| 1              | Bandera de Argentina  | Thiago Agustín Tirante | 97    | Primera ronda         |
| 2              | Bandera de Argentina  | Facundo Bagnis         | 132   | Cuartos de final      |
| 3              | Bandera de Kazajistán | Dmitry Popko           | 185   | Cuartos de final      |
| 4              | Bandera de Ecuador    | Álvaro Guillén Meza    | 225   | Segunda ronda         |
| 5              | Bandera de Australia  | Bernard Tomic          | 238   | Cuartos de final      |
| 6              | Bandera de Argentina  | Facundo Mena           | 244   | CAMPEÓN               |
| 7              | Bandera de Colombia   | Nicolás Mejía          | 260   | Semifinales           |
| 8              | Bandera de Argentina  | Juan Pablo Ficovich    | 273   | Cuartos de final      |

- 1 Se ha tomado en cuenta el ranking del 29 de julio de 2024.

### Otros participantes
Los siguientes jugadores recibieron una invitación (wild card), por lo tanto ingresan directamente al cuadro principal (WC):
- Salvador Price
- Johan Alexander Rodríguez
- Miguel Tobón

Los siguientes jugadores ingresan al cuadro principal tras disputar el cuadro clasificatorio (Q):
- Alejandro Arcila
- Mateo Barreiros Reyes
- Mateo Castañeda
- Lorenzo Claverie
- Tomás Farjat
- Tristan McCormick

## Campeones

### Individual Masculino
- Facundo Mena derrotó en la final a  Mateus Alves por 6–4, 7–5

### Dobles Masculino
- Finn Reynolds /  Matías Soto derrotaron en la final a  Benjamin Lock /  João Lucas Reis da Silva por 6–3, 6–4